# Camaeleon (Schiff, 1880)
Die Camaeleon war das siebente Schiff der Wespe-Klasse, einer Klasse von insgesamt elf Panzerkanonenbooten der Kaiserlichen Marine, die für die Verteidigung der deutschen Nord- und Ostseeküste konstruiert wurde.

## Bau und Dienstzeit
Die Camaeleon wurde wie ihre Schwesterschiffe auch von der Bremer Werft AG Weser gebaut. Die Arbeiten am Schiff begannen im Jahr 1877. Der Stapellauf erfolgte am 21. Dezember 1878. Dabei nahm der Direktor der Werft, Reichstagsabgeordneter Mosle, die Taufe vor.
Die Camaeleon wurde am 20. August 1880, gemeinsam mit ihrem Schwesterschiff Basilisk, in Dienst gestellt. Nach Abschluss der Probefahrten traten beide Schiffe den Marsch nach Kiel an, da sie der Marinestation der Ostsee zugeteilt wurden. Die Fahrt führte um Skagen herum, wobei Kalundborg wegen schweren Wetters als Nothafen angelaufen werden musste. Am 18. September wurde die Camaeleon wieder außer Dienst gestellt. Im darauffolgenden Jahr wurde das Schiff für Ausbildungsfahrten vom 19. September bis zum 15. Oktober aktiviert.
Im Sommer 1884 wurde eine Panzerkanonenboot-Flottille mit der Grille als Flaggschiff gebildet, der die Camaeleon zugeteilt wurde. Zu diesem Zweck wurde das Schiff am 22. April wieder in Dienst gestellt. Nach der Teilnahme an Manövern wurde Ende August eine Reparatur nötig, die in Wilhelmshaven durchgeführt wurde. Nach deren Abschluss wurde das Schiff der Marinestation der Nordsee zugeteilt und am 4. September wieder außer Dienst gestellt.
1886 wurde die Camaeleon am 11. Mai in Dienst gestellt, um gemeinsam mit der zusammengetretenen Panzerkanonenboots-Division, deren Flaggschiff nun die Mücke war, an Übungen teilzunehmen. Nach deren Beendigung wurde das Schiff am 9. Juni wieder außer Dienst gestellt. In den nun folgenden fünf Jahren erfolgte jeweils im August und September eine Aktivierung für denselben Zweck, letztmals vom 4. August bis zum 22. September 1891.

## Verbleib
Bis zu ihrer am 28. Juni 1909 erfolgten Streichung aus der Liste der Kriegsschiffe lag die Camaeleon nun in der Kaiserlichen Werft Wilhelmshaven. Im darauffolgenden Jahr wurde sie für 52.000 Mark verkauft und schließlich als Prahm aufgebraucht. Das genaue Abbruchdatum ist nicht bekannt.

## Kommandanten
| 20. August bis 18. September 1880  | Kapitänleutnant Max Kelch           |
| 19. September bis 15. Oktober 1881 | Kapitänleutnant Curt Kalau vom Hofe |
| 22. April bis 4. September 1884    | Kapitänleutnant Jean Valette        |
| 11. Mai bis 9. Juni 1886           | Kapitänleutnant Wulf von Plessen    |
| 16. August bis 14. September 1887  | Kapitänleutnant Wulf von Plessen    |
| 15. August bis 15. September 1888  | Kapitänleutnant Georg Schulz        |
| 13. August bis 11. September 1889  | Kapitänleutnant Karl Grolp          |
| 13. August bis 20. September 1890  | Kapitänleutnant Carl Rottok         |
| 4. August bis 22. September 1891   | Kapitänleutnant Hans Meyer          |